# Менахем (Библија)
Менахем (хебр. מְנַחֵם) био је краљ древног Краљевства Израиља у периоду од 745. п. н. е.-738. п. н. е. и син Гадијев.
Дошао је из Тирзе у Самарију како би властитом руком убио Шалума и тако га наследио као краљ (Књига о Краљевима 15:14). Брутално је угушио побуну у Тапсаку те ишчупао нерођену децу из утроба њихових мајки (15:16). За време његове владавине је Тиглатх-Пилесер III, краљ Асирије, напао Израиљ с великом војском, али га је Менахем наговорио да се повуче предваши му 1.000 таланата сребра, прикупљених наметом од 50 шекела од свакога ко их је могао платити (15:19-21). Тиглатх-Пилесер је навео тај данак у својим записима.
Умро је након владавине од десет година и оставио престо сину Пекахји. Књига о Краљевима га описује као окрутног и изопаченог владара.